# Kubangjati
Kubangjati is een bestuurslaag in het regentschap Brebes van de provincie Midden-Java, Indonesië. Kubangjati telt 5680 inwoners (volkstelling 2010).